# Aladdin Ali dede
Aladdin Ali dede ibn Mustafa el-Bosnevi (Mostar, ? – Szigetvár vagy Gyula környéke, 1598-1599 körül), bosnyák származású veli, I. Szulejmán szultán szigetvári türbéjének őrzője, híres író és misztikus.

## Szigetvári működése
Szulejmán szultán szíve fölé 1566-ban bekövetkezett halála után türbét, muszlim sírboltot emeltek a Szigetvár szomszédságában fekvő Turbékon, amely mellé 1576-ban a halveti szúfi rend (taríka) rendházat (tekke) épített. Ennek volt a leghíresebb vezetője (sejk) a bosnyák származású Aladdin Ali dede, aki 1589 és 1598 között élt Turbékon. A mai zsibóti út mentén található településrésznév valószínűleg a sírbolt jelentésű türbe szóból ered. A halveti rend nevét a negyvennapos elvonulás török nevéről kapta (perzsául urduul csilének mondják). A hódoltság idején Pesten, Budán, Esztergomban, Pécsett és Temesváron is álltak központjaik. A rendhez kapcsolódik Merkezeffendi és Aziz Mahmut Hüdayi neve is.

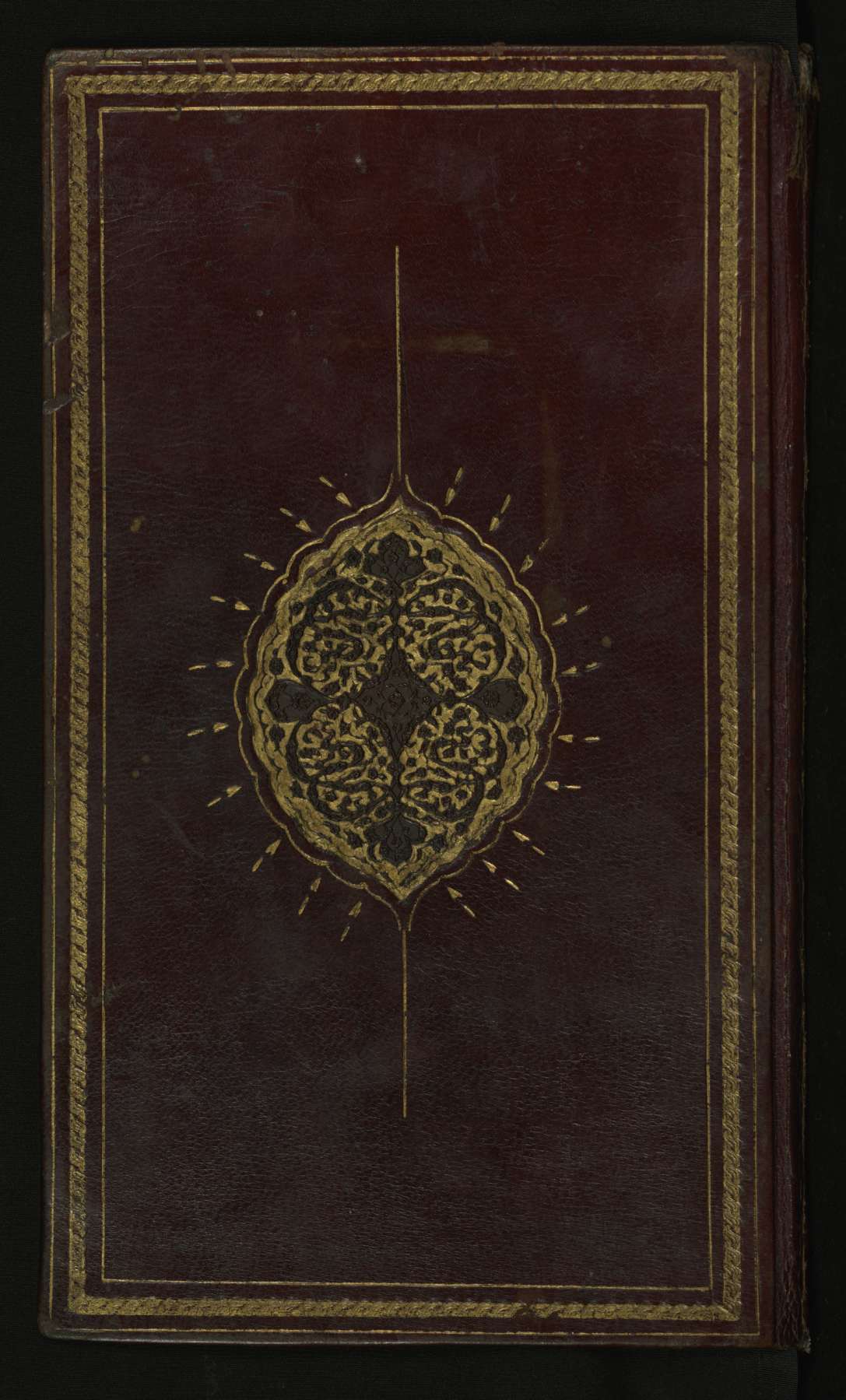
"A bölcsességek pecsétjei" című értekezés egyik kézzel írott másolatának borítója

Turbék és maga Szigetvár a Mekkát és az Oszmán Birodalom számos kulturális központját megjárt Ali dedének a legkedvesebb helységei voltak. Valószínűleg már 1566-ban, Szigetvár ostromakor is itt volt mesterével, Núreddínzáde Musztafa efendivel Szulejmán szultán kísérőjeként. A vár bevételét követően elhagyta a várost, de körülbelül 20 év múlva visszatért, hogy a zarándokhellyé váló Turbék kolostorának sejkje legyen. 1589/90 táján már itt írta meg egyik legjelentősebb művét, a Muhadaretul-evail ve musameretul-evahir (Elbeszélés az első történésekről és beszélgetés az utolsó eseményekről) című történeti munkát. A könyvet a szerző két részre osztotta. Az első rész 37 fejezetben értekezés a világ kezdeteiről. A második rész további négy alfejezetből áll. Ezekben különböző birodalmakról és azok uralkodóiról van szó. A mű nagy népszerűségnek örvendett. Több kéziratban is fennmaradt, mígnem elsőként 1882-ben, majd pedig 1893-ban hivatalos nyomtatásban is megjelent Kairóban. Másik jelentős könyve, a Havatim al-hikam va hall ar-rumuz va kasf al-kunuz (A bölcsességek pecsétjei, a rejtett jelentésű szavak megfejtése és az elrejtett kincsek felfedezése) című értekezés ugyancsak Szigetvár-Turbékon íródott 1591/92-ben. A mű 360 kérdést és a rájuk adott válaszokat tartalmazza. A kérdések és válaszok vallási és erkölcsi témákat érintenek. 1896-ban arab nyelven adták ki, 1985-ben pedig törökül is megjelentették. 

## Halála
Ali dede arab nyelvű műveivel széles körű ismeretségre tett szert az iszlám világban. Az egykor fényes városokat megjárt sejk élete alkonyára már nem kívánkozott a lármás nagyvárosokba. Halála 1598/99 táján - a hagyomány szerint imádkozás közben - következett be, egyes források szerint lakhelyén, Szigetvár-Turbékon, míg más források szerint Gyula környékén érte a vég. Végakaratának megfelelően Szigetváron temették el a vár elfoglalásakor elhunyt szent életű Kászim sejk mellé.